# Neodrilus polycystis
Neodrilus polycystis är en ringmaskart som beskrevs av Lee 1959. Neodrilus polycystis ingår i släktet Neodrilus och familjen Acanthodrilidae. Inga underarter finns listade i Catalogue of Life.